# Procédé Cativa
Le procédé Cativa est un procédé chimique pour produire l'acide acétique de manière industrielle. La réaction de synthèse est la carbonylation du méthanol à l'aide d'un catalyseur à base d'iridium et d'un promoteur iodique.
{\displaystyle {\rm {CH_{3}OH+CO\rightarrow CH_{3}COOH}}}
Ce procédé a supplanté le procédé Monsanto utilisé par l'entreprise du même nom à partir de 1996 grâce à des améliorations tant économiques qu'écologiques. La sélectivité du catalyseur pour la formation de l'acide acétique réduit la concentration d'acide propionique et ainsi le coût de la purification. De plus, le procédé est opérationnel même à haute concentration de méthanol, ce qui réduit la quantité d'eau utilisée comme solvant, donc le volume d'eau usée à traiter.

## Mécanisme
Le mécanisme réactionnel montre une première liaison entre le catalyseur en iridium et le promoteur iodique (en principe le iodure de méthyle), puis l'élimination d'un ion iodure remplacé par une molécule de monoxyde de carbone suivi du transfert de ce dernier sur le groupe méthyle. Un échange de ligands libère l'iodure d'acétyle qui réagit avec l'eau pour former l'acide acétique et l'acide iodhydrique qui génère le iodure de méthyle en présence de méthanol.